# Климпуші
Климпуші́ — село Надвірнянського району Івано-Франківської області. Входить до Поляницької сільської громади. За переписом 2001 року, в селі проживала 121 людина. Займає площу 4,5 км.

## Географія
На південно-східній стороні села потік Братковець впадає у Бистрицю Надвірнянську, а у самому селі потік Гропенець впадає у Дурнинець, правий доплив Бистриці Надвірнянської.